# Nabu-mukin-zeri
Nabu-mukin-zeri tog makten i Babylon år 732 f.Kr. Han var kaldé och överhuvud för stammen Bit-Amukani. Han besegrades 729 av Tiglat-pilesar III.